# Georg Ress
Georg Ress (* 21. Januar 1935 in Berlin) ist ein deutscher Rechtswissenschaftler. Er war Richter am Europäischen Gerichtshof für Menschenrechte in Straßburg von 1998 bis 2004.

## Leben
Ress studierte Rechts- und Staatswissenschaften sowie Volkswirtschaftslehre an der FU Berlin (1955–1959), der Universität Grenoble (1956) und an der Universität Wien (1959–1962). 1963 wurde er an der Universität Wien in Staatswissenschaften zum Dr. rer. pol. promoviert. Er war zunächst von 1965 bis 1967 Lehrbeauftragter der Diplomatischen Akademie Wien und von 1966 bis 1976 Referent am Max-Planck-Institut für ausländisches öffentliches Recht und Völkerrecht in Heidelberg. 1972 wurde er zum Dr. iur. utriusque promoviert; 1976 habilitierte er sich an der Universität Heidelberg. Verheiratet ist er mit Franziska-Ulrike Hammerstein-Equord, der Tochter des österreichischen Politikers Hans von Hammerstein-Equord.
Nach kurzer Tätigkeit 1976 als Regierungsdirektor im Justizministerium Rheinland-Pfalz und Mitarbeiter am Bundesverfassungsgericht Karlsruhe erhielt er 1977 Rufe an die Universitäten Regensburg, Fribourg und Saarbrücken und folgte dem Ruf als Ordinarius für öffentliches Recht, Völker- und Europarecht an die Universität des Saarlandes. 1982 erhielt er Rufe an die Universität Speyer und Bonn, die er ablehnte. Er war von 1977 bis 1998 Direktor des Europa-Instituts. 2001 hielt er seine Abschiedsvorlesung in Saarbrücken. Ress war Visiting Professor an der Donau-Universität Krems. 2006 übernahm Ress die Stiftungsprofessur International Law an der Jacobs University Bremen in Bremen (bis 2015).
Seit 1956 ist Ress Mitglied der katholischen Studentenverbindung KAV Suevia Berlin im CV.
Seit 1997 ist er Mitglied des Institut de Droit international.
Im September 2019 gehörte er zu den etwa 100 Staatsrechtslehrern, die sich mit dem offenen Aufruf zum Wahlrecht Verkleinert den Bundestag! an den Deutschen Bundestag wandten.

## Europäischer Gerichtshof für Menschenrechte
Ress war von 1980 bis 1998 Mitglied des völkerrechtswissenschaftlichen Beirats des Auswärtigen Amts, von 1994 bis 1999 Deutsches Mitglied der Europäischen Kommission für Menschenrechte in Straßburg. Von 1998 bis 2004 war Ress Richter am Europäischen Gerichtshof für Menschenrechte in Straßburg.

## Ehrungen und Auszeichnungen
Er hat an der Universität des Saarlandes den Graduiertenstudiengang „Europäische Integration“ entwickelt und baute die Kooperation mit dem Europa-Institut der Universität Edinburgh aus. Georg Ress wurde für seine zahlreichen Engagements mit der Ehrendoktorwürde der Keiō-Universität in Tokio (1992), der Université Paris Descartes (Paris V; 1992) und der Universität Edinburgh (2000) ausgezeichnet. Seit 1987 war er Mitglied der Finnischen Akademie der Wissenschaften in Helsinki, seit Juni 2003 wurde Ress zum korrespondierenden Mitglied der österreichischen Akademie der Wissenschaften in Wien gewählt. 
Zudem erhielt er 1993 das Große Goldene Ehrenkreuz der Republik Österreich und 2005 das Österreichische Ehrenkreuz für Wissenschaft und Kunst I. Klasse. 2008 wurde er mit dem Großen Bundesverdienstkreuz ausgezeichnet. 2018 erhielt er von Ministerpräsident Tobias Hans den Saarländischen Verdienstorden.

## Schriften (Auswahl)
- Staatszwecke im Verfassungsstaat – nach 40 Jahren Grundgesetz, de Gruyter 1990, ISBN 311012565X, zusammen mit Heinz Ch Link, Jörn Ipsen, Dietrich Murswiek, Bernhard Schlink
- Russia and the WTO. Comparative analysis of Russian and WTO law, Nomos 2004, ISBN 3-832-90769-6
- Europarecht im Zeitalter der Globalisierung, Linde Wien 2004, ISBN 3707304485, zusammen mit Heribert Fr. Köck, Alina Lengauer
- Die Entscheidungsbefugnis in der Verwaltungsgerichtsbarkeit, Wien 1968, ISBN 978-3211808610
- Die Rechtslage Deutschlands nach dem Grundlagenvertrag vom 21. Dezember 1972, Berlin 1978, ISBN 3-540-08416-9